# Organització Popular Pan-Amhàrica
L'Organització Popular Pan-Amhàrica (All Amhara People’s Organization, AAPO) és un partit polític d'Etiòpia establert el 1992; el fundador i primer líder fou el metge Asrat Woldeyes, que es diu que era el metge privat de l'emperador. Defensa els drets de la nació amhara. Després de 1991 els amhares foren perseguits acusats de defensar la dominació del Derg el qual era considerat pro-amhàric i opressor de les altres nacions; hi va haver diverses matances i especialment a Oròmia. D'aquestos fets va sorgir l'AAPO, que no va tenir el suport de les elits amhares que es consideraven primàriament com etíops a causa dels nombrosos matrimonis interètnics i de l'ús de l'amhàric com a llengua nacional comuna.
L'agost del 2002, l'AAPO es va transformar de partit ètnic a partit estatal (no ètnic) agafant el nom de Partit Unit Panetíop (AEUP All Ethiopia Unity Party) si bé una part del partit (minoritària) en va quedar fora i va conservar l'antic nom sota la direcció de Kegnazmach Nekatibeb i Ali Indris, i el seu caràcter ètnic.. El líder del AEUP era llavors Hailu Shawel. Per les eleccions del 2005 l'AEUP va negociar participar amb la Coalició per la Unitat i la Democràcia (CUD, Coalition for Unity and Democracy) i a les discutides eleccions del 15 de maig de 2005, aquesta coalició va obtenir 109 escons dels 527 del Consell Popular de Representants. L'AAPO va formar part de l'altra coalició, les Forces Democràtiques Unides Etíops (United Ethiopian Democratic Forces UEDF) que van obtenir 52 escons. Cap de les dues branques va participar en les eleccions del 2010.